# Anselmo Alliegro
Anselmo Alliegro y Milá (Yaguajay, 8 de dezembro de 1899 - Nova Iorque, 15 de julho de 1961) foi um advogado e político cubano. Foi  presidente de Cuba, interinamente, em 1959.
Foi o presidente de Cuba com o mandato mais curto, que durou apenas um dia, de 1 de janeiro a 2 de janeiro de 1959. Anteriormente, ele ocupou o cargo de Presidente do Senado de Cuba de fevereiro de 1955 a 1 de janeiro de 1959. 